# Lorraine-Dietrich Type EI
Der Lorraine-Dietrich Type EI ist eine Baureihe von Pkw-Modellen der 1900er Jahre. Dazu gehören Type CEI und Type TEI. Hersteller war Lorraine-Dietrich in Frankreich.

## Beschreibung
Die Baureihe stand nur 1907 im Sortiment. Vorgänger war der Type DI. Einen Nachfolger gleicher Größe gab es nicht.
Der Motor entstand nach einer Lizenz von Turcat-Méry. Er ist ein Vierzylinder-Reihenmotor. Er ist als L-Kopf-Motor mit SV-Ventilsteuerung ausgeführt. Jeweils zwei Zylinder sind paarweise zusammengegossen. 104 mm Bohrung und 120 mm Hub ergeben 4077 cm³ Hubraum. Der Motor war damals in Frankreich steuerlich mit 16 CV eingestuft.
Der Motor ist vorn längs im Fahrgestell eingebaut. Er treibt über ein Vierganggetriebe und Ketten die Hinterräder an. Die Bremse wirkt zeittypisch nur auf die Hinterachse.
Type CEI hat 309 cm Radstand und Type TEI 334 cm Radstand.
Ein Doppelphaeton existiert noch. Außerdem steht ein achtsitziger Kleinbus mit Sitzanordnung als Break in der Cité de l’Automobile in Mülhausen, der dort als Type EIC bezeichnet ist.